# Ultra Maniac
Ultra Maniac (ウルトラマニアック Urutora Maniakku?) es un manga creado por Wataru Yoshizumi, que más tarde fue adaptado al anime por Ashi Productions y Animax.
Esta serie es una comedia romántica protagonizada por una adolescente llamada Ayu Tateishi, miembro del club de tenis, y su amiga de intercambio de la escuela, Nina Sakura, que es una bruja del Reino Mágico.
El manga fue publicado entre el 2002 y el 2004 en la revista de manga Ribon, siendo recopilada en un total de 5 volúmenes. Esta serie fue adaptada a un OVA de 20 minutos en el 2002, y más tarde, a un anime de 26 capítulos.
En España fue estrenada en DVD el 3 de diciembre de 2004 por Jonu Media.

## Argumento
Ultra Maniac trata sobre Nina Sakura y Ayu Tateishi, una estudiante normal y muy querida por todos, que un día encuentra a Nina llorando en las afueras del colegio muy triste. Nina le explica que había perdido un objeto muy valioso para ella, por eso, Ayu decide ayudarla para encontrar el objeto perdido. Ayu encuentra el valioso objeto, el cual parecía ser como una mini-computadora (Ayu pensó que era un nuevo modelo de videojuego, ya que a ella no le interesan estas cosas y no entendía nada). Para agradecer a Ayu por su ayuda, Nina decide contarle su gran secreto: ella es una bruja que viene del Reino Mágico, claro que Ayu no la cree al principio, y piensa que está algo loca. Nina no es una bruja experta y muchas veces le salen mal sus hechizos. A lo largo de la serie Ayu y Nina se conocerán cada vez más y Nina usará su magia para hacer de las suyas, como echarle un hechizo de amor a Tetsushi Kaji, del cual Ayu está enamorada, y su amigo Hiroki Tsujiai, entre otras cosas.

## Personajes

### Personajes principales
- Nina Sakura: es una bruja que viene del Reino Mágico para estudiar en el mundo de los humanos (ya que no es buena en la magia no logró graduarse en la escuela, a causa de esto es enviada al mundo de los humanos a recolectar las piedras sagradas y así podeer subir su nivel de magia). En realidad, se llama Nina Sakurei, pero para aparentar ser humana, le cambian el apellido a Sakura. Una vez allí, se hace amiga de Ayu y le cuenta su secreto. A partir de entonces, Nina hará lo imposible para ayudar a Ayu con su magia, aunque no siempre lo consiga del todo. Nina parece estar enamorada de Kaji en algún momento, pero más tarde se ve que en realidad de quien está enamorada es de Tsujiai, con el cual comparte algunas aficiones.

- Ayu Tateishi: es la típica chica popular del instituto, es guapísima, las estudiantes de primero la adoran, es buenísima en tenis y saca unas notas increíbles. Su vida es de lo más normal hasta que un buen día conoce a Nina. A partir de entonces, se ve involucrada en muchos sucesos por culpa de los hechizos de Nina. Ayu está enamorada de Kaji, aunque es incapaz de decírselo. Ella tiene esperanzas en gustarle a él, pero deja claro que su "imagen de chica segura" que finge para gustar a Kaji no es del todo acorde con ella, y no tiene suficiente valor por miedo a que le rechace, al final terminan saliendo.

- Hiroki Tsujiai: es el mejor amigo de Kaji, aunque son muy diferentes. Tsujiai es muy callado y tímido, y es muy difícil llegar a saber lo que piensa, ya que siempre resta con una expresión impasible en su rostro. Por eso, todo el mundo se sorprende mucho cuando saben que le encantan los manga, en especial Doraemon; y gracias a esta afición empieza a conocer mejor a Nina. Aunque Kaji este convencido durante mucho tiempo de que Tsujiai está enamorado de Ayu, Tsujiai se da cuenta de que en realidad ama a Nina. Él está en el club de tenis y es un verdadero genio jugando. También descubrió el secreto de Nina Desde el capítulo 12 y en el capítulo 17 Nina le confirma el secreto.

- Tetsushi Kaji: es el chico más popular del instituto. Todas las chicas van detrás de él (incluso las mayores) y es perfecto a los ojos de todo el mundo, aunque la verdad es que Kaji no es tan genial como aparenta, y Nina es la única en conocerlo. El mejor amigo de Kaji es Hiroki Tsujiai. Kaji juega a béisbol en el equipo del instituto y es muy bueno en este deporte. Al principio de la serie, no se ve de quien está enamorado este chico, pero más adelante se confiesa a Ayu pero ella lo rechaza la primera vez ya que piensa que a Nina le gusta, pero después terminan saliendo.

### Personajes secundarios
- Yuta Kirishima: es amigo de la infancia de Nina y, por lo tanto, originario del Reino Mágico, llega a la escuela al poco tiempo que ella. Es muy abierto, despreocupado y le gustan mucho las chicas: está dispuesto a salir con cualquiera. Pero Yuta también tiene un secreto: le gusta Nina desde hace bastante tiempo, pero ella no está interesada en él. La habilidad de Yuta es muy grande y no necesita un ordenador para hacer conjuros.

- Sayaka Nakamura: aparece solamente en el manga. También le llaman la muñeca de hielo porque tiene mucha belleza y armonía y es muy fría. No tiene amigas íntimas ni novio, sus compañeros de colegio apenas se acercan a ella...  Un día sorprende a Yuta pidiéndole que salga con ella, y es que Sayaka también tiene un gran secreto... está celosa de Nina porque esta tiene mucha magia y muchos amigos humanos.

- Mito Kirishima: Aparece solamente en el manga. Es la hermana mayor de Yuta, es profesora de Matemáticas en la Tierra ya que no la dejaron serlo en el Reino Mágico, pero en el fondo solo quiere pasarlo bien. ¡Es un torbellino de energía!

- Maya Orihara: aparece solo en el anime como una chica rubia y rival de Nina, También es una bruja del Reino Mágico y una candidata para princesa. Se especialista en la magia negra, tiene la misma computadora que Nina. Pero su verdadero apellido no es Orihana, sino Orphelia. Ella también trata de encontrar las cinco piedras para cumplir su sueño. Está enamorada del príncipe del reino mágico, quien de pequeña le salvó de un derrumbe de la torre y el príncipe le da una llave que después se ve que es donde se mantenían las piedras antes de ser expalcida por el rey

- Pine, Bamboo y Plum: son las primas menores de Nina, son personajes que sólo salen en el anime. Vienen a la Tierra para ayudar a Nina a encontrar las piedras y hacen un montón de travesuras.

- Jun Kawanakajima: es un personaje exclusivo del anime. Jun mira accidentalmente a Nina haciendo magia, por eso se la pasa constantemente tomándole fotos o haciendo otras cosas con tal de probar que ella es una bruja. Es realmente una buena persona por dentro.

- Luna: es una amiga de Maya. Proviene del Reino Mágico. Está muy interesada en la magia oscura. Es muy pesimista y todo lo que hace le sale mal. Casi siempre se le ve con baja autoestima.

- Akiho Hirota: es una chica muy guapa que estudia en el mismo instituto que Ayu y Nina (para variar). Es la mánager del club de baseball en donde participa Kaji. Cursa 3.er grado, está enamorada de Kaji y hará que Ayu tenga bastantes celos.

- Sebastian: es un hombre rubio como de 40 años de edad. Él quiere mucho a Maya y odia a todas las personas que la tratan mal y bien. Está dispuesto a cuidar a Maya a toda costa.

- La ordenadora mágica esta es una mini-computadora rosada de Nina. Tiene su propia personalidad y ayuda a Nina a encontrar las cinco piedras sagradas, entre otras cosas.

- Mamá de Nina: ella es una mujer que se casó con un hombre del Reino Mágico. A ella le gusta cocinar aunque sabe que no es muy buena en eso.

- Director: él es el director de la escuela en donde estudian Ayu y Nina. Él también es del Reino Mágico, aunque lo está escondiendo. De vez en cuando ayuda Nina con sus problemas a escondidas.

- Abuelo de Nina: él quiere que Nina consiga todas las piedras sagradas para que sea la princesa del Reino Mágico, y se la pasa casi todo el día vigilándola o espiándola.

- Príncipe del Reino Mágico:  Es el Gobernante del Reino y es muy parecido a Hiroki. Cuando era pequeño a este le aburrían los bailes y se escapaba para jugar en los Jardines ahí es donde conoce a Maya y baila con ella, de repente se derrumba una parte de la torre y Maya lo salva este queda impresionado y le da la llave que le perteneció a su familia, pero no sabía su nombre y por error se cree que es Nina.

### Mascotas
- Rio: es la mascota de Nina Sakura. Rio es un gato gris que puede transformarse en humano cuando quiera. Siempre está allí dispuesto a ayudarle a su ama.

- Shinnosuke: es un gato y es la mascota de Hiroki Tsujiai. Al parecer a este gato negro no le gustan los niños, le cae mal Kaji y quiere mucho a su amo.

- Tama: es una perrita su verdadero nombre es Tamako es la mascota de Ayu Tateishi. Al comer una de las galletas mágicas de Nina, Tama se convierte en una adorable niña y se hace amiga de Rio. Solo sale en el anime.

- Lulu: es la mascota de Maya Orihara. Lulu es un camaleón que puede desaparecer cuando quiera, y le da consejos a su ama. Solo sale en el anime.

- Chiru: es la mascota de Maya. Este cuervo negro trata de darle consejos a Maya para su bien, aunque que algunas veces Maya no le hace caso. Solo sale en el anime.

## Equipo directivo
- Creadora original: Wataru Yoshizumi
- Director: Shinichi Masaki
- Planeamiento: Toshihiko Satō, Masao Takiyama
- Compositor: Miho Maruo
- Escritor: Miho Maruo, Kōji Ayano, Tomoko Konparu, Mamiko Ikeda, Akiyoshi Sakai, Yuki Enatsu
- Diseñador de personajes: Miho Shimogasa
- Principal director de animación: Maki Fujii
- Director de arte: Kazuhiro Takahashi
- Director de fotografías: Noriaki Ōkuma
- Editor: Jun Takuma
- Música: Tōru Yukawa
- Director del sonido: Yūki Matsuoka
- Efectos de sonido: Rie Komiya (Anime Sound Production)
- Producción de sonido: Jinnan Studio
- Tema de abertura: Kagami no Naka (鏡の中)
- Tema de conclusión: Hitotsu Unemi Kyōdō-tai (ひとつ＝運命共同体)
- Producción de música: Starchild Records
- Producciín de animación: Ashi Production
- Producción: Animax Broadcast Japan, Ulumani Project

## Lista de episodios
Anexo: Episodios de Ultra Maniac
1. Ayu y Nina:
Nina le ofrece a kaji un chocolate para que se enamore de Ayu, pero por accidente se lo acaba tomando Tsujiai y luego para deshacer el conjuro, Nina hace un anillo para evitar a los chicos.
2. Chico conoce a chica:
Ayu conoce a Yuta y tienen una "cita". Ella le enseña la ciudad y al final Ayu descubre que a Yuta le gusta Nina.
3. El cambio:
Ayu tiene un partido contra Tsujiai y quiere ganar, entonces Nina hace un conjuro para fortalecer a Ayu pero en vez de eso la convierte en un chico. También van a un karaoke con Kaji, Tsujiai, Akiho y otras chicas. Nina también se convierte en chico. Akiho, pensando que a "Ayu" le gusta, le da un beso.
4. Volver al comienzo:
Este episodio trata de cómo se conocieron Ayu y Nina.
5. Enigma:
Nina recibe un mensaje de su abuelo con pistas para encontrar la primera piedra sagrada, que resulta estar en una sala secreta del colegio, entonces Ayu, Nina, Kaji y Tsujiai van a investigar, los chicos quedan dormidos y la piedra sagrada resulta ser una bola de Navidad. En este episodio es cuando se conoce a Maya por primera vez.
6. Discusión:
Ayu y Nina se van de excursión, y Nina y Maya creen que encuentran una piedra sagrada, luego resulta ser un abalorio.
7. Mascotas gigantes:
Maya le contesta, sin querer, mal a un profesor y entonces él le manda llevar su pequeño cactus a que le diese un poco el sol, y le pone una sustancia para que se minimizara un poco más, en lugar de eso lo agranda.
8. Hola, pequeñas: Tres simpáticas niñas vienen a visitar a su hermana Nina, usando como medio un casillero de la escuela. Estas niñas son parodia de Las chicas superpoderosas.
9. Objeto: Yuta vuelve pero no precisamente a ayudar, Yuta se une con Maya para encontrar la piedra sagrada. Pero gracias a Yuta, Nina ha podido conseguir la piedra sagrada roja.
10. Muñeco de paja: Maya le da vida a una muñeca para que asuste a Nina, pero terminará asustando a Ayu.
11. Espíritu de caballero: Aquí aparece un personaje peculiar: Sebastian. Él quiere mucho a Maya y por eso en este episodio quiere demostrarle a ella que puede cumplir sus expectativas.
12. La noche del mal de amor: Ayu, Nina, Kaji y Tsujiai se van juntos a un festival. Dentro de este, Ayu ve a Kaji junto con Maya y piensa que están saliendo juntos, por eso se va triste a una canoa, luego esta se voltea y Ayu cae. Nina para salvarla usa magia, entonces Tsujiai se da cuenta de sus poderes mágicos.
13. El chaleco mágico: Ayu, Nina y su mamá van a hacer una venta de garaje. Nina, por accidente, le vende un chaleco mágico a su profesor, este chaleco aprieta cada vez más cuando la persona que la usa dice alguna mentira. Es por eso que el profesor se verá en muchos problemas por esta prenda.
14. Chica negativa: Aquí se da a conocer a una bruja siniestra amiga de Maya: Luna. Esta se enamora de Kaji y quiere confesarle sus sentimientos, pero como es una chica muy negativa, cada vez que se propone algo cambia de parecer y todo le sale mal.
15. Piedra naranja: Maya le dice a Tsujiai que le gusta, pero eso no era verdad, en realidad se estaba aprovechando de él para poder encontrar la piedra naranja. Al final Maya consigue la piedra sagrada anaranjada. Además Jun consigue una foto de Mina transformada en bruja.
16. Bateador en problemas: Kaji se lastima jugando al béisbol, y es llevado al hospital. Ayu trata de enviarle una carta a Kaji, pero Akiho no se lo deja. Al final, Nina le envía la carta de Ayu a Kaji por medio de magia.
17. Aventura: Nina le cuenta a Tsujiai que es una chica mágica luego de que él vio a Rio transformándose en humano. Tsujiai le dijo que también quería que su mascota se convirtiera en humano, Nina le dio una galleta que podía transformarlo, y cuando pasó, las cosas se salieron un poco de control...
18. R & B: Ayu, Nina, Maya y Yuta se transforman para aparentar tener seis años más y así poder entrar a un club, donde encontraran la piedra azul. Al final la obtiene Nina,
19. Quédate conmigo: El abuelo de Nina hace una visita al mundo de los humanos y le juega muchas bromas a Ayu...
20. Enredo: Kaji tiene una personalidad diferente a lo que aparenta y Nina lo descubre.
21. Desenredo: Kaji le confiesa su amor a Ayu pero ella lo rechaza porque cree que Nina también gusta de él. Al final todo se arregla y Ayu también se le declara a Kaji.
22. Amor puro: Maya usa una planta para quitarle el sentimiento de amor a las chicas de la escuela, incluyendo a Ayu, para poder encontrar la cuarta piedra sagrada. Nina logra rescatar a las chicas y obtiene la piedra rosa.
23. Una noche maravillosa: Nina les cuenta a todos su secreto. Luego, Yuta les regala un viaje por el cielo en unas carrozas mágicas, en una van Ayu y Kaji, y en la otra van Nina y Tsujiai. Yuta hace algunos hechizos para que Nina y Tsujiai pasen momentos románticos.
24. Día X: Habrá problemas en la fiesta de disfraces...
25. Sí, me gustas: Nina al fin confiesa su amor a Tsujiai y Kawanakajiwa le hace abrir los ojos a Maya por ser la que hizo el hechizo para que todos desaparecieran de las fiesta de disfraces y pudo revertir el hechizo antes de que toda la escuela desapareciera.
26. Acercamiento: Final de la serie. Nina consigue las cinco piedras sagradas y se va al Reino Mágico. Luego se encuentra con el príncipe real y este le dice que buscaba a la niña que lo había salvado una vez en su infancia. Desde un principio, el príncipe había confundido la niña de su infancia con Nina, pero realmente era a Maya a la que quería. Al final, Maya y el príncipe se casan, Yuta y Luna al parecer terminan juntos y Nina vuelve al mundo de los humanos, sin haber borrado la memoria de sus amigos.